# Closterus viettei
Closterus viettei är en skalbaggsart som beskrevs av Reé Michel Quentin och Jean François Villiers 1974. Closterus viettei ingår i släktet Closterus och familjen långhorningar.
Artens utbredningsområde är Madagaskar. Inga underarter finns listade i Catalogue of Life.